# Кримський Юхим Степанович
Юхим Степанович Кримський (1838, м. Могильов, Білорусь — † 5 грудня 1915, м. Звенигородка, Черкаська область) — український літератор, педагог і видавець. Батько Агатангела Кримського. Автор підручників і методичних посібників з географії, арифметики, мови, численних брошур на етнографічно-побутові теми, краєзнавчих і бібліографічних праць.

## Біографія
Народився 1838 року. Мав кримськотатарське походження (татари-липки). Засновником роду Кримських був мулла з Бахчисараю, який переселився до м. Мстислав (нині Могильовська область, Білорусь). Батько Юхима Кримського перейшов з ісламу в християнство.
1863 р. призначений вчителем у нововідкриту парафіяльну школу (для підготовки дітей до вступу до гімназії) в Білій Церкві.
З 1871 року переїхав разом з родиною у місто Звенигородка, де у двокласному міському училищі викладав географію та історію. Вечорами він працював над написанням підручників та посібників: «Підручник географії», «Арифметичні задачі в картках», «Російська азбука» і інші.
1872 року в московській друкарні В. Готьє вийшов підручник з географії Юхима Кримського.
1874 у друкарні братів Салаєвих опублікована книга Кримського «Арифметические задачи в карточках».
У 1877 році видає «Способ преподавания арифметики в народных, приходских училищах и подготовительных классах».
1878 виходить друком «Русская азбука».
1881 року Юхим Кримський відкрив першу в Звенигородці бібліотеку, у фонді якої нараховувалося понад 3000 томів. Значне місце у фонді новоутвореної бібліотеки займали твори Котляревського, Гребінки, Квітки-Основ'яненка, Шевченка, Костомарова, Куліша. Частину книг зі своєї бібліотеки подарував місту, яке стало для нього рідним, — і його син Агатангел.
1882 року заснував у Звенигородці друкарню, оснащену найкращим на той час обладнанням. Першою виданою книгою стала «Французька азбука для росіян». Згодом виходить фундаментальна книга «Повний провінційний календар-альманах на десять років», де були вміщені його дослідження і поради в галузі хліборобства та твори російських поетів Пушкіна, Лермонтова, Некрасова. Всього видав понад півтора десятка назв книг.
Затятий мисливець, Юхим Кримський в 1885 році видав книгу «Охота на птиц и зверей в Малороссии», в якій, крім опису мисливських пригод, значне місце відведено мисливським прикметам, переказам, повір'ям, легендам.
Популярності в Звенигородці набули публіцистичні брошури накладом до 30 примірників і обсягом до 35 сторінок. У них Юхим Кримський висміював місцевих хабарників, бюрократів, здирників, шахраїв. Ось лише деякі з назв: «Щоденник провінційного ледаря» (1883), «Записки провінційного шалапая» (1884), «Хроніка провінційного життя».
Така сатирична діяльність не сподобалась секретарю міської думи, дворянину без освіти (але з цілим набором куплених атестатів і дипломів), Йордану Ганському, який подав у суд за «наклеп». Хід судового процесу привернув увагу громадськості всієї Російської імперії. Про нього писали в Києві, Одесі, Петербурзі та Москві.